# Case (bande dessinée)
Pour les articles homonymes, voir Case (homonymie).

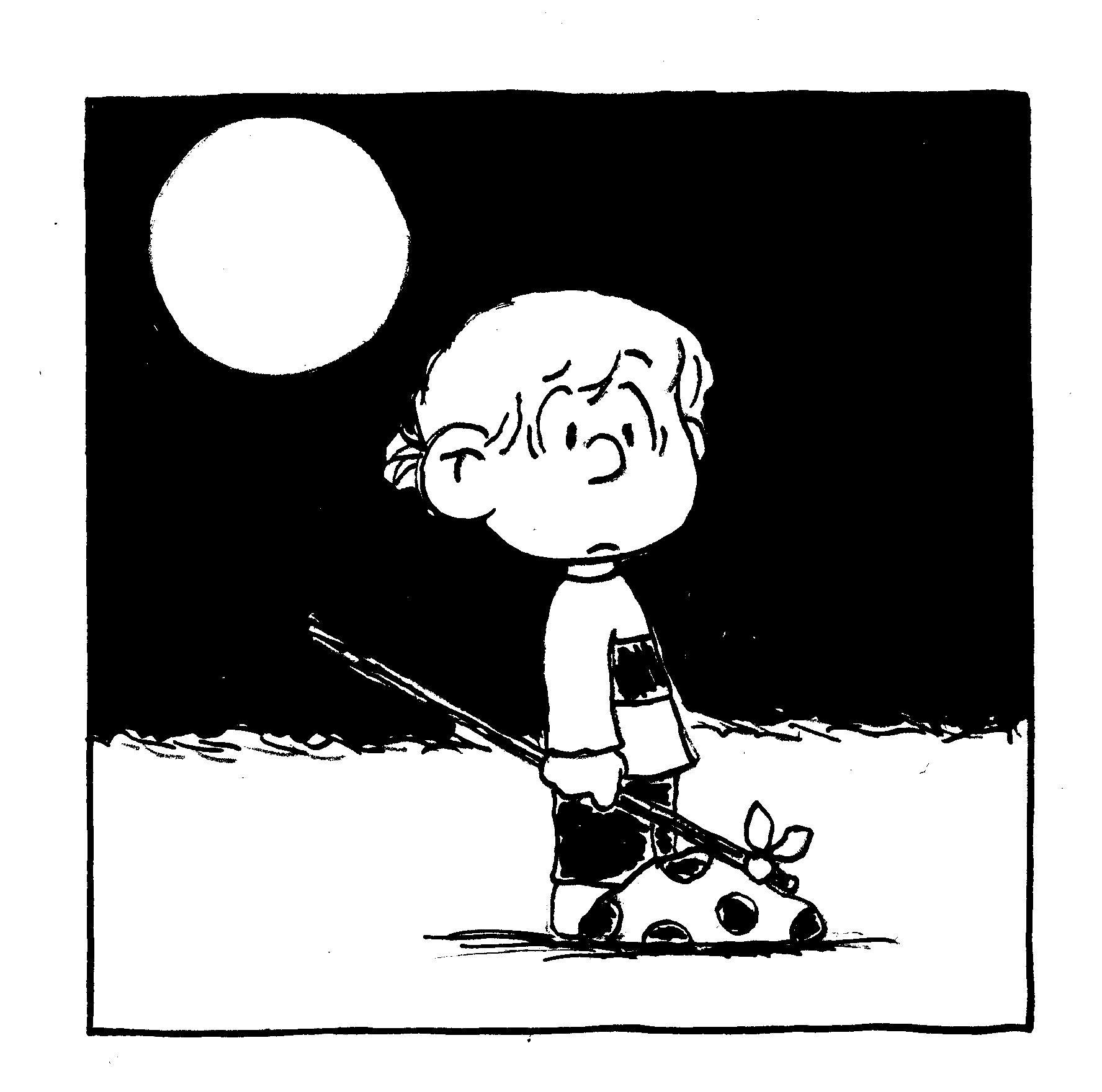
Un exemple de case, Trevor au clair de lune.

Une case est, dans le domaine de la  bande dessinée, une zone de dessin délimitée par un cadre. On dit aussi vignette.

## Caractéristiques
Une case est souvent rectangulaire ou carrée et bordée par un trait qui peut être dessinée à main levée ou à la règle et d'épaisseur variable. Plus rarement, elle peut avoir des formes plus variée (ronde, en étoile, ...), ou ne pas comporter de limite visible.
Scott McCloud définit cinq aspects pour définir une case :
1. Le moment représenté, inscrit au sein d'une séquence de cases ;
2. Le cadrage ;
3. L'image, avec son style graphique ;
4. Les mots, notamment les bulles et les bruitages ;
5. Le flux, c'est-à-dire le mouvement du regard du lecteur.

## Succession des cases
Comme le nom « bande dessinée » l'indique, les cases sont pensées pour être enchainées en séquence.

### Planche
De nombreuses dispositions de cases sont possibles pour former une planche.
On appelle gaufrier, une planche où les cases sont de taille identique et réparties régulièrement, comme, ci-dessous, 2 colonnes de 3 cases mais on peut aussi rencontrer des gaufriers de 3 cases horizontales sur 3 cases verticales par exemple. La lecture se fait par contre toujours en partant du coin supérieur gauche de la planche, de la case gauche vers la droite, puis en répétant cela sur chaque ligne jusqu'au coin inférieur droit.
En bande dessinée, on parle de strip (bande) ou Comic strip pour une bande dessinée de 3 ou 4 cases alignées de manière horizontale et se lisant de gauche à droite qui raconte souvent un gag à l'instar de Garfield, Peanuts ou Dilbert. Ce sont souvent des bandes dessinées publiées dans la presse papier ou sur des blogs. On peut aussi avoir des strips verticaux, c'est le cas de La vie secrète des jeunes de Riad Sattouf publié dans Charlie Hebdo par exemple. 

### Transition entre deux cases
La zone entre deux cases est l'inter-case, ou le caniveau. Cet espace laissé blanc est en quelque sorte une ellipse car il symbolise le passage du temps entre les deux cases qu'il sépare.  
Scott McCloud définit cinq types de transitions entre deux cases :  
1. De moment à moment ;
2. D'action à action ;
3. De sujet à sujet ;
4. De scène à scène ;
5. De point de vue à point de vue ;
6. Solution de continuité.

## Utilisation
La succession des cases (généralement dans le même sens de lecture que pour le texte) permet de rythmer le récit : l'espace devient le temps. Mais ce rythme n'est jamais complètement imposé au lecteur, lui laissant une bonne part d'interprétation. Ce fameux « espace entre les cases » forme une des grandes spécificités de la bande dessinée.

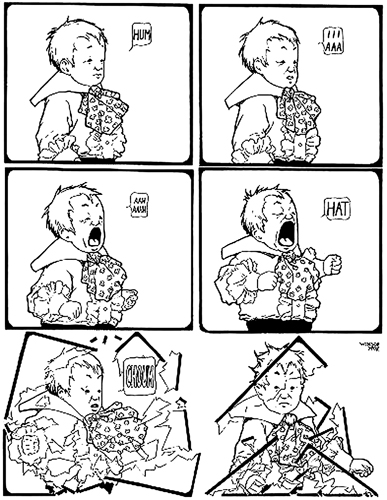
Jeu avec les cases dans Le petit Sammy éternue de Winsor McCay.

Sur l'exemple ci-contre, on voit le personnage du Petit Sammy évoluer sur 6 cases entourée d'un trait noir. Chaque case décomposant un mouvement à un instant T du personnage d'un état statique jusqu'à l'éternuement. L'effet comique de Winsor McCay est de montrer que l'éternuement provoque la rupture de la case sur l'enfant comme s'il s'agissait d'une fenêtre placée face à lui et qu'il aurait brisée par la force de son éternuement. 
Dans une bande dessinée, les personnages acteurs de l'action au sein de la case ne sont pas conscients d'être dans une case. Certains auteurs s'amusent du support de la bande dessinée pour explorer de nouvelles manières de faire interagir leurs personnages avec le support même de la bande dessinée qu'est la case. On peut citer les travaux des membres de l'Oubapo, Ouvroir de Bande Dessinée Potentielle, qui montrent les possibilités du support de la bande dessinée. Par exemple Lewis Trondheim utilise l'itération iconique qui consiste à répéter plusieurs fois une même case pour raconter une histoire. Étienne Lécroart également membre de l'Oubapo fait également intervenir ses personnages avec les cases dans Cercle Vicieux et Le Cycle. 
Dans l'album l'Origine, premier tome de la série Julius Corentin Acquefacques, Marc-Antoine Mathieu joue avec ce concept en créant une anti-case, c'est-à-dire une case remplacée par un trou dans la planche et laissant voir la case située sur la planche située 2 pages plus loin ou 2 pages précédentes une fois qu'on a tourné la page. L'idée de l'auteur est de créer un nouveau niveau de lecture en intégrant dans la narration la case vue à travers le trou une fois que l'album est relié.